# Ritzeroder Dünen
Das Naturschutzgebiet Ritzeroder Dünen liegt auf dem Gebiet der Gemeinde Niederkrüchten im Kreis Viersen in Nordrhein-Westfalen. Das etwa 5,30 ha große Gebiet, das im Jahr 1982 unter Naturschutz gestellt wurde, erstreckt sich südlich des Gemeindeteils „Oberkrüchten“ der Gemeinde Niederkrüchten.